# Jeffrey C. Hall
Jeffrey C. Hall (n. 3 mai 1945, New York City, New York, SUA) este un genetician și cronobiolog american.